# Breakthrough Energy Coalition
Breakthrough Energy Coalition è un gruppo mondiale di 28 investitori ad alto patrimonio provenienti da 10 nazioni che si impegnano ad investire in imprese emergenti coinvolte nel settore dell'"energia pulita" con l'iniziativa di Mission Innovation annunciata nel 2015 alla XXI Conferenza delle Parti dell'UNFCCC, conferenza delle nazioni unite sul cambiamento climatico.

## Membri
Il gruppo è guidato da Bill Gates, che annunciò un investimento di 2 miliardi di dollari, e include:
- Jeff Bezos
- Marc Benioff
- Richard Branson
- Reid Hoffman
- Jack Ma
- George Soros
- Tom Steyer
- Meg Whitman
- Mark Zuckerberg
- University of California che è l'unica istituzione che si è unita al gruppo all'inizio.[5]
- Nat Simons